# Front national des combattants
Pour les articles homonymes, voir Front national, FN et FNC.
Le Front national des combattants (abrégé en FNC) est un parti politique français fondé en 1957 par Jean-Marie Le Pen.

## Historique
Il succède à l'éphémère Mouvement national d'action civique et sociale (MNACS), dissident de l'Union et fraternité française et de son syndicat Union de défense des commerçants et artisans (UDCA) et présidé par Louis Alloin.
Dominique Chaboche en était l’un des premiers adhérents aux côtés d’anciens poujadistes, comme Jean-Maurice Demarquet, Alain Jamet, mais également Georges Sauge et Jean-Pierre Reveau. Son journal était le bimensuel L'Unité, que géraient notamment Jean-Marie Le Pen et Guy Mougenot. Le parti, qui se saborde en 1958 (avant les législatives de la même année), est considéré comme l'ancêtre du Front national (FN).
Le Front national pour l'Algérie française (FNAF) lui a brièvement succédé entre juillet et décembre 1960, date à laquelle il est dissous en conseil des ministres.
Le FNC, lui, est officiellement dissous en avril 1961.